# Love Kills (chanson de Roberto Bellarosa)
Pour les articles homonymes, voir Love Kills.
Singles de Roberto Bellarosa
Apprends-Moi
(2012) Suivre mon étoile
(2013)
Singles représentant la Belgique au Concours Eurovision de la chanson
Would You?
(2012) Mother
(2014)
Pistes de Ma voie
Jealous Guy Be Heroes
Love Kills (en français, « L'amour tue ») est une chanson du chanteur belge Roberto Bellarosa. Elle est écrite par Jukka Immonen et Iain Farquharson et est surtout connue pour être la chanson qui représente la Belgique au Concours Eurovision de la chanson 2013 qui a lieu à Malmö en Suède.
La chanson est en compétition lors de la première demi-finale le 14 mai 2013 pour obtenir une place en finale qui a lieu le 18 mai. La chanson se qualifie pour la finale du concours et elle se positionne à la 11e place ex aequo avec la Moldavie. Dans les résultats finaux, elle est placée no 12,.

## Genèse
Le 16 décembre 2012, Love Kills est choisi pour être le titre qui représente la Belgique à l'Eurovision 2013 durant une émission en direct, diffusée sur la radio VivaCité. L'un des deux auteurs de la chanson, Iain Farquharson, a également écrit Running Scared qui a permis à l'Azerbaïdjan de remporter le concours en 2011.

## Liste des pistes
Téléchargement
1. Love Kills – 3 min 00

## Classements
| Année | Titre      | Classements | Classements | Classements | Classements | Classements | Album                  |
| Année | Titre      | BEL (VL)    | BEL (WAL)   | GER         | NL          | SWE         | Album                  |
| ----- | ---------- | ----------- | ----------- | ----------- | ----------- | ----------- | ---------------------- |
| 2013  | Love Kills | 15          | 6           | 90          | 71          | 29          | Ma voie – Deluxe album |